# Stilbé
Dans la mythologie grecque, Stilbe (en grec ancien Στίλβη  / Stilbé) est une nymphe aquatique (naïade), fille de la nymphe Créuse et du dieu-fleuve Penée.
Elle s'unit à Apollon et lui donna deux fils, Centauros et Lapithès, qui donna son nom aux Lapithes, peuple de Thessalie.
On attribue à Stilbe un autre fils, Aenée, père du héros Cyzique.
Stilbe est aussi connue selon une seconde version. Elle serait la fille d'Éosphoros (Eωσφόρος, « porteur de la lumière de l'aurore ») et la mère d'Autolycos, qui enseigna à Héraclès l'art de la lutte.